# Melissoptila paraguayensis
Melissoptila paraguayensis är en biart som först beskrevs av Brethes 1909.  Melissoptila paraguayensis ingår i släktet Melissoptila och familjen långtungebin. Inga underarter finns listade i Catalogue of Life.